# Ержебет Шаар
Ержебет Шаар (угор. Schaár Erzsébet; нар. 20 липня 1905, Будафок, Австро-Угорщина — пом. 29 серпня 1975, Будапешт, Угорщина) — угорська скульптор, лауреат премії Мігая Мункачі (1962), Заслужений скульптор Угорщини (1972).

## Біографія

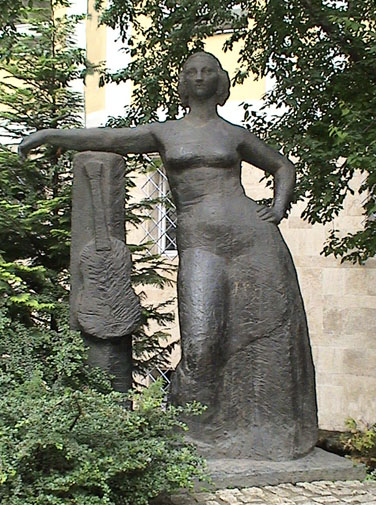
Пам'ятник Дерині Сеппатакі Розі, у виконанні Шаар (біля Національного театру в Мішкольці)

Народилась Шаар 20 липня 1905 року в Будафоку (тепер один з районів Будапешта). Навчалась у майстра Жигмонда Кишфалуді-Штробля. Лауреат премії «Сіней» (1932) як найкращий молодий художник, в тому ж році організувала свою першу професійну виставку та привернула увагу фахівців. 1935 року вийшла заміж за скульптора Тибора Вільта. Автор низки скульптур, які зображали жіночі фігури, любовні пари та померлих солдат. Для створення скульптур в натуральну величину використовувала легкий полістирол, який легко можна було різати. 1970 року провела виставку в будапештському залі «Мючарнок», через два роки відбулась виставка в Антверпені та Женеві. 1977 року, вже після смерті Шаар, виставка пройшла в Дуйсбурзі в музеї Вільгельма Лембрука. Відомі скульптури Шаар перебувають в Будапешті, Кечкеметі, Мішкольці, Печі, Тихані та в інших містах. Значна частина її творів — експонати музею імені короля Іштвана Святого.